# جودی گلد
جودی گلد (انگلیسی: Judy Gold؛ زادهٔ ۱۵ نوامبر ۱۹۶۲) یک هنرپیشه اهل ایالات متحده آمریکا است. وی از سال ۱۹۹۱ میلادی تاکنون مشغول فعالیت بوده‌است.

## گزیده فیلمشناسی
از فیلم‌ها یا برنامه‌های تلویزیونی که وی در آن نقش داشته‌است می‌توان به آثار زیر اشاره کرد.
- نفرین عقرب یشمی (۲۰۰۱)
- روزان (۱۹۹۱)
- آرلیس (۱۹۹۸)
- نمایش درو کری (۲۰۰۰)
- سکس و شهر (۲۰۰۲)
- بتی بی‌ریخته (۲۰۰۹)
- ۳۰ راک (۲۰۱۲)
- دو دختر ورشکسته (۲۰۱۳)
- لوئی (مجموعه تلویزیونی) (۲۰۱۵)